# Volkshalle
O Volkshalle (Salão do Povo), também chamado de Ruhmeshalle (Salão da Glória) ou Große Halle (Grande Salão) foi um grande projeto feito para a cidade Welthauptstadt Germania planejado por Albert Speer e aprovado por Adolf Hitler. Ficaria em Berlim. O projeto tinha como base o Panteão de Roma, e na visão de Speer, seria o principal monumento dele para a Welthauptstadt Germania. Segundo o próprio Hitler, o prédio devia ter pelo menos 10 vezes o tamanho do Panteão de Roma, para demonstrar o tamanho do Regime Nazista. Speer logo repreendeu o Führer, dizendo que seria o alvo perfeito para bombardeios inimigos. O prédio nunca foi construído, devido à extinção do III Reich.

## Panteão de Hitler e de Adriano
Desde que experimentei este edifício - nenhuma descrição, foto ou fotografia fez justiça - fiquei interessado em sua história [...] Por algum tempo fiquei neste espaço (o domo) - que majestade! Eu olhei para o grande óculo aberto e vi o universo e senti o que tinha dado a este espaço o nome Panteão - Deus e o mundo são um.
 As impressões de Hitler sobre o Panteão Romano foram reavivadas quando, em 24 de junho de 1940, ele fez uma visita a edifícios selecionados em Paris, com os arquitetos alemães Albert Speer, Hermann Giesler e Arno Breker, incluindo o Panthéon de Paris, que parece tê-lo decepcionado. Sua decepção é registrada independentemente por Giesler e Breker.
A semelhança do Volkshalle com o Panteão é muito mais óbvia quando seus interiores são comparados. O grande nicho (50 metros de altura por 28 metros de largura) na extremidade norte do Volkshalle seria coberto por um mosaico de ouro e incluiria uma águia de 24 metros de altura, abaixo da qual se situaria o pódio de Hitler. Daqui ele se dirigia a 150.000 ouvintes, alguns em pé na arena central, outros sentados em três fileiras concêntricas de bancos.
Outras características do interior do Volkshalle são claramente inspiradas pelo Panteão de Adriano: a cúpula de caixotões, a colunata, que seria contínua, exceto onde ela flanqueia o enorme nicho no lado norte. A segunda zona do Panteão, constituída por janelas cegas com pilastras intercaladas, é representada no edifício de Speer por uma zona acima dos pilares constituída por recessos uniformes, oblongos e pouco profundos. A cúpula de caixotões repousa sobre esta zona. O design e o tamanho da decoração externa do Volkshalle são todos excepcionais e exigem explicações que não se aplicam aos salões comunitários planejados para foros nazistas em outras cidades alemãs.

## Concepção do projeto
O edifício monstruoso de Speer (em alemão: Monsterbau) seria o mais importante e impressionante da capital em termos de tamanho e simbolismo. Visualmente, seria a peça arquitetônica símbolo de Berlim como a capital mundial (Welthauptstadt). Suas dimensões eram tão grandes que ofuscariam todas as outras estruturas de Berlim, inclusive as do próprio eixo norte-sul. O óculo da cúpula do edifício, com 46 metros de diâmetro, poderia acomodar toda a cúpula do Panteão de Adriano e a da Basílica de São Pedro. A cúpula do Volkshalle se elevaria de um pódio de granito maciço de 315 por 315 metros e 74 metros de altura, a uma altura total de 290 metros. O diâmetro da cúpula, 250 metros, deveria ser ultrapassado, para grande preocupação de Speer, pelo diâmetro da nova estação ferroviária abobadada de Giesler, no extremo leste do eixo leste-oeste de Munique, que teria um diâmetro 15 metros maior do que o Volkshalle de Speer.
A natureza, similar a um templo, do edifício abobadado foi notada por Speer, que supôs que o edifício se destinava ao culto público de Hitler, seus sucessores e o Reich alemão, isto é, seria um templo/palácio dinástico, igual ao que Augusto construiu no Palatino, onde sua modesta casa estava ligada ao templo de Apolo.
As aspirações de Hitler à hegemonia sobre a Europa e ao estabelecimento da Nova Ordem, já evidenciadas pelas características arquitetônicas e decorativas da nova Chancelaria, são ainda mais claramente expressas aqui. Símbolos externos sugerem que o salão abobadado era onde Hitler, como cosmocrata (Herr der Welt) apareceria ante sua raça superior (Herrenvolk): No topo da cúpula estaria a águia heráldica alemã segurando o globo da Terra (Erdball). Esse simbolismo era bem conhecido na iconografia romana imperial, por exemplo, a estátua restaurada de Cláudio segurando uma bola e uma águia na mão direita. A vasta cúpula, sobre a qual ela descansava, como o Panteão de Adriano, simbolicamente representava a abóbada do céu que atravessava o império alemão. O globo na cúpula seria reforçado e enfatizad opor duas esculturas monumentais por Breker, cada uma com 15 metros de altura, que ladeavam a fachada norte do edifício: em sua extremidade oeste Atlas apoiaria os céus, em sua extremidade leste Telo apoiaria a Terra. Ambas as figuras mitológicas foram escolhidas pelo próprio Hitler. Giesler diz que Speer estava errado em representar o Volkshalle como um símbolo da Dominação Mundial (Weltherrschaft). Speer, em sua entrevista na revista Playboy, afirma:
Hitler acreditava que, com o passar dos séculos, sua enorme sala de reunião abobadada adquiriria grande significado sagrado e se tornaria um santuário sagrado tão importante para o nazismo quanto São Pedro, em Roma, é para o catolicismo romano. Tal cultismo estava na raiz de todo o plano.

### Natureza do edifício
O conceito de "volk" (que significa "povo" com uma conotação étnica ou racial) é central para o movimento völkisch do nazismo. Portanto, era lógico que o regime nazista dedicasse ao "volk" um edifício que materializa a sua unidade comunitária. O interior do edifício foi concebido como um local de encontro para o povo alemão e foi para acomodar entre 150.000 e 180.000 visitantes para eventos de aclamação. O objetivo do edifício era impressionar as nações e demonstrar o poder do Estado Nacional Socialista.
Hitler queria se apresentar à multidão em um prédio quase sagrado que simbolizava a comunidade do povo alemão. O edifício tem um propósito político e ideológico.
Mas a ideia de demonstrar a cristalização do sentimento popular através de um edifício central favorável à reunião não era uma ideia nova do nacional-socialismo; essa ideia foi explorada no contexto de vários movimentos utópicos e revolucionários:
- Ela foi frequentemente invocada em discussões de arquitetura utópica após a Primeira Guerra Mundial: Os exemplos mais conhecidos dos anos 1920 são o Stadtkrone  de Bruno Taut e  Zukunftskathedrale des Sozialismus, citado por Walter Gropius em seu primeiro manifesto de Bauhaus.[6]
- Arquitetos do Iluminismo imaginaram locais de reunião comunitários que demonstrassem a união dos cidadãos: Klaus Lankheit menciona em seu trabalho Der Tempel der Vernunft (O Templo da Razão) que a cúpula de um monumento projetado por volta de 1793 por Etienne-Louis Boullée para glorificar a "Razão" da Revolução Francesa, tinha um diâmetro de 260 metros.[7]

### Localização
O Volkshalle, um edifício importante da Welthauptstadt Germania seria construído no extremo norte do eixo norte-sul, no distrito de Spreebogen, em uma curva do rio Spree. Para isso, teria sido necessário desviar um pouco o curso do rio. Já em 1925, Hitler desenhou um primeiro esboço do projeto. Em 1937, Speer foi responsável pela remodelação de Berlim, e o projeto original foi retomado e modificado.No local onde o edifício deveria ter sido construído hoje é a Chancelaria Federal (Bundeskanzleramt), bem como o Parque Spreebogenpark.

### Financiamento
Hitler estimou os custos de construção em cerca de um bilhão de Reichsmark, e ele pretendia financiar a manutenção do edifício principalmente por meio de receitas de turismo (admissões pagas). O fim da construção da cúpula, como o da maioria dos outros edifícios da Germania foi planejado para o ano 1950. A demolição do bairro de Alseviertel (um pequeno bairro no Spreebogen de Berlim, que ficou conhecido principalmente como um distrito histórico de embaixadas)no meandro do Spree e o desvio do rio começaram já em 1939.

### Inspirações

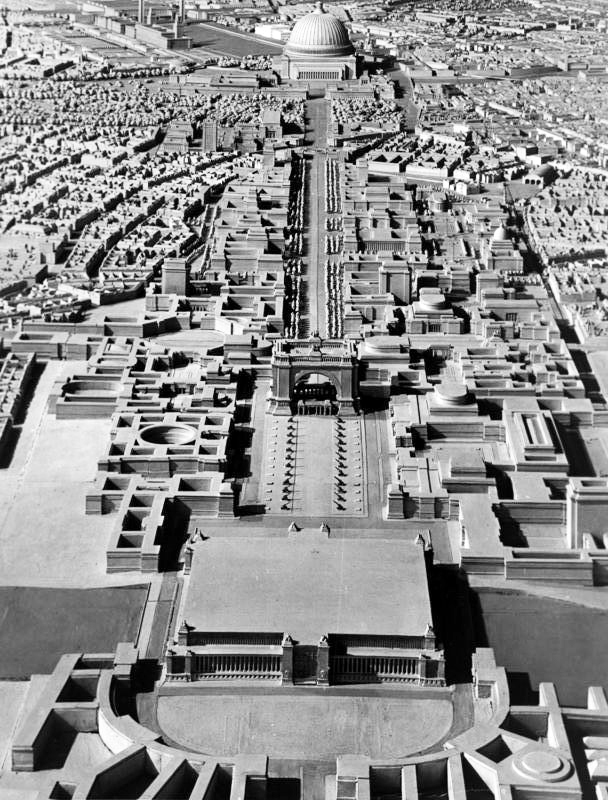
A cúpula do edifício é visível no topo da ilustração, que apresenta uma perspectiva da reorganização espacial de Berlim. A título de comparação, o Portão de Brandemburgo fica do lado direito da rua, em frente ao Volkshalle.

O esboço de Hitler em 1925 baseia-se fortemente no Befreiungshalle de Kelheim. De acordo com Albert Speer, o ditador também foi inspirado pelo Panteão de Roma, que ele visitou em uma viagem particular em 7 de maio de 1938. O interesse de Hitler por este edifício surgiu, no entanto, muito antes disso. Vários elementos foram inspirados pelo no panteão romano, como a cúpula de caixotões e a fileira de colunas. Há também janelas cegas com pilastras. Speer afirma que as proporções do Panteão de Paris, que ele visitou em 24 de junho de 1940 com outros artistas oficiais do regime, incluindo o arquiteto Hermann Giesler e o escultor Arno Breker, impressionaram fortemente Hitler.

## Arquitetura do projeto
A grande cúpula foi projetada pela agência pessoal de Speer. Ele foi inspirado por um edifício de cúpula projetado por Hitler em 1925. Este desenho inspirou Speer, mas as proporções originais não puderam ser respeitadas. Albert Speer projetou várias versões do projeto. O modelo final data de 1939 e propõe um edifício muito mais ricamente decorado que as versões anteriores: em vez de serem suaves e criarem uma silhueta sóbria, as paredes são inteiramente esculpidas; os ângulos de projeção compreendem antecipadamente quatro pilastras; acima das colunas há grandes recipientes de bronze.
O esboço do Volkshalle dado por Hitler a Speer mostra um tradicional pronau de empena apoiado por dez colunas, um bloco intermediário retangular raso e atrás dele o edifício principal abobadado. Giesler observa que o pronau do templo no esboço de Hitler é reminiscente do Panteão de Adriano e do estilo de Friedrich Gilly ou Karl Friedrich Schinkel. No entanto, havia pouco sobre a elaboração de Speer do esboço que poderia ser denominado dórico, exceto talvez para os tríglifos no entablamento, apoiados pelas colunas de granito vermelho geminadas com suas folhas de palma egípcias, anteriormente empregadas por Speer no pórtico fora do estudo de Hitler no lado do jardim da nova Chancelaria.

### Arquitetura exterior
O projeto envolvia um enorme edifício retangular, encimado por uma cúpula de curvatura ligeiramente parabólica.
- A cúpula do prédio teria sido muito dezesseis vezes maior que a cúpula da Basílica de São Pedro, em Roma. Sua cúpula ficaria sob um pedestal quadrado de 315 metros de lado, e sua altura total teria sido de 290 metros. A grande sala de reuniões poderia acomodar 150.000 pessoas. Em alguns aspectos, este edifício foi inspirado no Panteão de Roma: o Salão do Povo teria uma abertura circular para deixar entrar a luz, mas esta abertura tinha um diâmetro de 46 metros, superando a de toda a cúpula do Panteão de Roma (43 metros) e a cúpula de São Pedro de Roma (44 metros) 6.
- A cúpula teria uma cor verde, porque seria coberta com placas de cobre patinado.
- O Domo teria sido encimado por uma lanterna envidraçada de 40 metros de altura, feita em de metal. Acima desta lanterna haveria uma águia segurando uma suástica em suas garras, que Hitler havia substituído por um globo em 1939.
- O Spree seria ampliado para constituir um vasto corpo de água em ambos os lados do Volkshalle.
- A entrada monumental, composta por 34 colunas de 30 metros de altura e 3 metros de diâmetro, era ladeada por duas estátuas de 15 metros de altura. A realização seria confiada a Arno Breker: uma representação de Atlas com o globo e outra de Telo. O pórtico seria flanqueado de cada lado por uma torre angular decorada com uma quadriga.

### Arquitetura interior
O edifício planejado tinha apenas um espaço interior, com uma área de aproximadamente 38.000 m2.
Um nicho de 50 metros por 28, do qual Hitler faria discursos, seria coberto com mosaicos e seria adornado por uma estátua de 24 metros representando uma águia. Os 150.000 ouvintes ficariam no palco circular central ou sentados em três níveis concêntricos de assentos, coroados por colunas de mármore de 37 metros para apoiar o teto. As filas de assentos circundariam uma arena circular de 140 metros de diâmetro, semelhante ao Salão de Congressos do Reichsparteitagsgelände, em Nuremberga, inspirado pelo Coliseu de Roma.
O interior seria feito da maneira mais sóbria possível. Albert Speer descreveu isso da seguinte maneira:
"Tribunas dispostas em três fileiras circulares ao redor da superfície interna subiriam a uma altura de 30 metros em torno de uma superfície circular de 140 metros de diâmetro. Uma coroa de cem pilares de mármore cuja altura (24 m), quase em uma escala humana, seria interrompida, de frente para a entrada, com um nicho de cinquenta metros de altura e 28 metros de largura, o piso seria coberto com um mosaico dourado. Antes era uma águia dourada sobre uma base de 14 metros de altura, segurando uma suástica cercado por folhas de carvalho em suas garras. Este seria a única decoração figurativa. Sob este santuário ficaria o púlpito do Führer, que quase desaparecia neste espaço enorme, [...] tentei trazer esse lugar por meios arquitetônicos, mas foi nesse momento que os inconvenientes da arquitetura se tornaram excessivos. Hitler desapareceria em seu meio e seria levado de volta ao posto de nada óptico ".

### Espaço em frente ao prédio
Ao sul do Volkshalle, haveria uma enorme praça cercada por prédios administrativos, a Praça Adolf Hitler. Na parte traseira do edifício, em direção ao noroeste, no lado norte do Spree, na direção da estação de Stettin (atualmente Berlin Nordbahnhof), haveria um espelho d'água de 1.200 x 400 m que refletiria a cúpula. A semelhança com o  Memorial de Lincoln de Washington, e seu espelho d'água, provavelmente não foi acidental (construção com cúpula, água e situada no eixo leste-oeste em direção ao Capitólio). Mas Speer aumentou consideravelmente seu tamanho.

### Possíveis problemas da construção

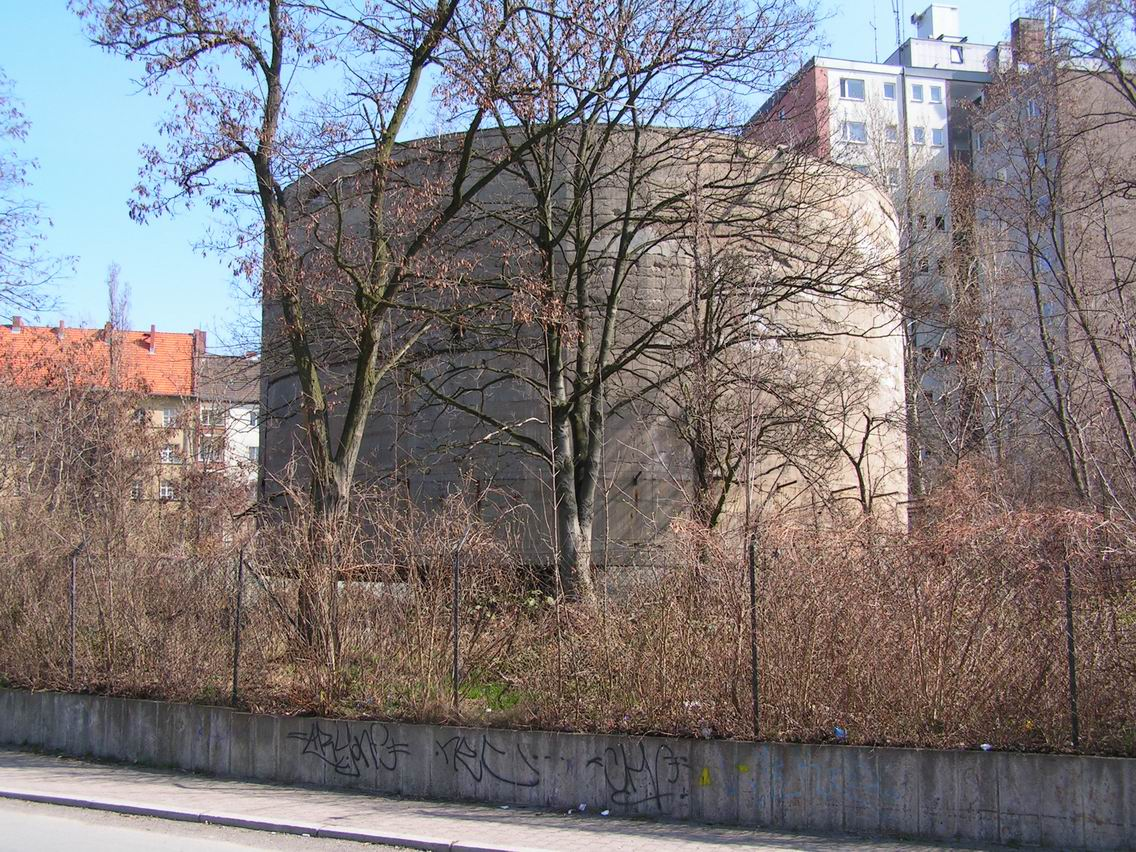
O 'Schwerbelastungskörper' em Berlim, um edifício experimental usado para testar possíveis problemas estruturais.

Embora o Volkshalle nunca tenha sido construído, críticos alegaram que a construção do prédio teria sido problemática, tanto arquitetônica quanto acusticamente.
Do ponto de vista arquitetônico, de acordo com Speer, cobrir um recinto de 250 metros quadrados com uma abóbada não era problema: os construtores de pontes dos anos 1930 não tinham dificuldade em construir construções comparáveis, em concreto armado e impecáveis de um ponto estático.
Do ponto de vista acústico, que representa um problema particular em todos os salões abobadados, Albert Speer consultou especialistas em acústica de renome que calcularam, "para seu grande alívio", que tomando algumas medidas preventivas, não haveria problema.
O conselheiro ministerial Knipfer, encarregado das questões de proteção aérea no Ministério da Aeronáutica, advertiu em vão sobre o perigo que o Domo inevitavelmente apresentaria, como um ponto de referência ideal para os esquadrões inimigos emergirem das nuvens baixas, e visando o centro político da capital do Reich.
Em uma entrevista com James P. O'Donnell, Albert Speer examinou várias objeções e eliminou algumas delas. Um edifício deste tamanho, no entanto, teria uma série de problemas, como a coabitação na estrutura, no inverno, de tal multidão. Experiências semelhantes relataram essas dificuldades, como o Edifício de Montagem de Veículos da NASA ou o Airdock da Goodyear nos Estados Unidos. Além disso, como Berlim foi fundada em pântanos, alguns engenheiros duvidaram da realização da construção em tal solo. Testes foram realizados, principalmente com o Schwerbelastungskörper, um cilindro de concreto de 12.650 toneladas e 18 metros de altura (abandonado, classificado como monumento histórico em 1995)

### Materiais utilizados
Para a realização da cúpula, Albert Speer evitaria o uso de aço, mas Hitler fez objeções e Speer acatou seu ponto de vista.
Para a realização das fundações, seguindo as recomendações dos engenheiros, optou-se pela utilização de blocos de concreto, cujo volume teria sido superior a três milhões de metros.
Ao mesmo tempo em que se usava aço e concreto, foi planejado, segundo Hitler, o uso de granito como material de construção: "O Volkshalle deve ser construído da mesma maneira que a Basílica de São Pedro e a praça de mesmo nome foram construídas. Nós tomamos o granito como material de construção. Mesmo os blocos mais antigos que compõem a rocha primitiva da planície do norte da Alemanha mostram poucos sinais de erosão. Esses edifícios ainda estarão lá em dez mil anos, se o mar não cobrir novamente a planície do norte da Alemanha." Nota 2. Os granitos que cobririam as fachadas viriam da Alemanha, mas também do sul da Suécia e da Finlândia.
Para a decoração, foi planejado o uso de materiais preciosos: assim, a Terra e o Céu, apoiados por Telo e Atlas, teriam sido laqueados, com contornos e constelações incrustados de ouro.

## Na cultura popular
O romance de Robert Harris, Pátria, de 1992, acontece em uma história alternativa na qual a Alemanha nazista venceu a Segunda Guerra Mundial e na qual o Volkshalle foi realmente construído. Várias das cenas do livro acontecem em torno dele. Harris cuidadosamente usou os planos de Speer, com o edifício sendo descrito como tendo 300 m de altura. Como descrito no livro, o edifício teria, de fato, seu próprio "clima", com a respiração e a transpiração de 150.000 ocupantes se precipitando na alta cúpula; mas, em vez de considerar isso um problema, a propaganda nazista se orgulharia disso. Em um corolário do mundo real para a ficção sobre o Volkshalle, a característica de condensação interior imaginada para o Volkshalle foi realmente observada acontecendo dentro do imenso Edifício de Montagem de Veículos do Centro Espacial Kennedy, se seus sistemas de desumidificação não forem ativados.
O Volkshalle aparece no romance de história alternativo In the Presence of Mine Enemies, de Harry Turtledove, sendo usado como mausoléu para o falecido Führer, Kurt Haldweim.
A imagem do Volkshalle aparece no videogame Wolfenstein: The New Order, em uma década de 1960 alternativa na qual (como o romance da Pátria) a Alemanha nazista venceu a Segunda Guerra Mundial.
Efeitos especiais gerados por computador são usados para representar o Volkshalle em uma história alternativa de Berlim na produção de TV de The Man in the High Castle. Várias cenas na segunda temporada acontecem em várias partes do Volkshalle. Ao contrário da maioria das outras representações do Volkshalle, foi mostrado abrigando o escritório e a residência do Führer.